# ヤードグラス

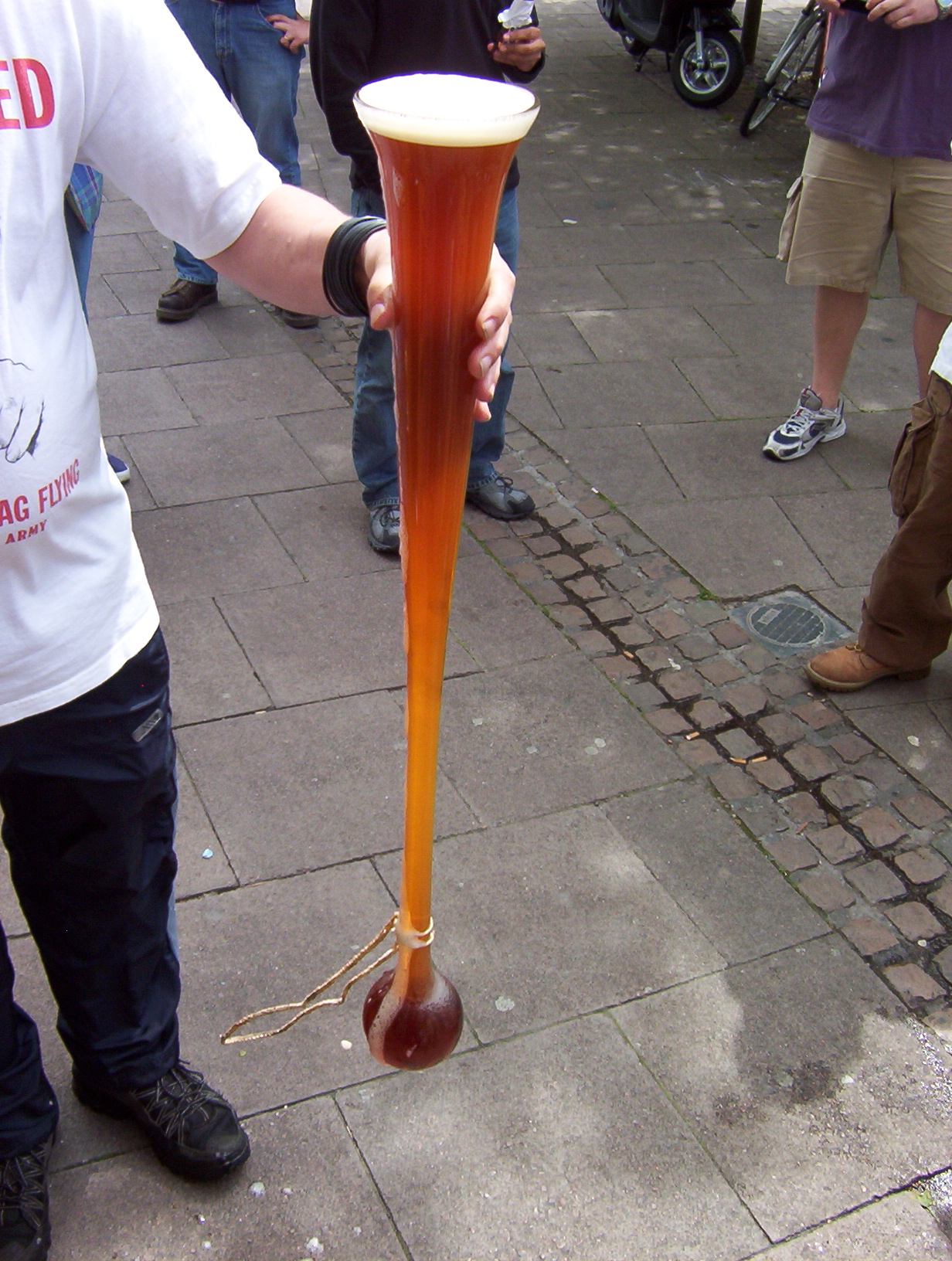
ヤードに注がれたエール

ヤードグラス（yard glass）とは、ビールを飲むために使われる食器。脚（ステム）の部分がとても長いのが特徴である。高さは概ね1ヤード前後、メートル法を採用している国家では1メートル前後で、高さの大半が脚の部分で構成されている。あまりの長さゆえ安定して地面に立てておくことが困難なので、使わない時は壁に掛けられていることが多い。
このヤードグラス一杯に注がれたビールを、どれだけ早く一気飲みできるかというゲームが、酒場で昔から伝統的に行われてきた。ヤードグラスの形状上、グラスを持ち上げ一度飲み始めると止めることは難しく、初心者はビールを溢れさせてしまうこともある。
ヤードグラスは17世紀頃にイングランドで発明され、その頃は「ロンググラス」「ケンブリッジヤード」「エルグラス」などと呼ばれていた。
その極端な形状ゆえか作るのがとても難しく、ヤードグラスを使用してのビール飲みが飲む人の技巧に依存するように、精製には作り手の技巧に依存するところが大きい。そのため、ヤードグラスは、作り手の技巧の高さの証左でもあった。
イギリス王立協会のジョン・イーヴリンの日記は、ヤードグラスが使用されたいくつかの事例に言及している。1683年に、ケント州のブロムリーで祝祭の為に使われたが、この頃のヤードグラスの用途は儀式的な色彩が強かった。1685年には、ケント州の軍人達が、体調の優れないジェームズ2世の健康を祈願して、ヤードグラスで祝杯をあげたという。